# 卡米利亚诺
卡米利亚诺（義大利語：Camigliano），是意大利卡塞塔省的一个市镇。总面积6平方公里，人口1836人，人口密度306.0人/平方公里（2009年）。ISTAT代码为061011。